# Stanisław Mojkowski
Stanisław Mojkowski (ur. 18 lutego 1911 w Łomży, zm. 12 sierpnia 1978 w Warszawie) – polski prawnik, dziennikarz i polityk, poseł na Sejm PRL IV, V i VI kadencji.

## Życiorys
Ukończył studia na Wydziale Prawa Uniwersytetu Warszawskiego. W 1939 uczestniczył w wojnie obronnej, następnie do 1945 przebywał w niemieckim obozie jenieckim w Woldenbergu, a po wojnie podjął pracę w Katowicach. W 1949 wstąpił do Polskiej Zjednoczonej Partii Robotniczej. W latach 1952–1966 pełnił funkcję redaktora naczelnego kolejno „Dziennika Zachodniego”, „Głosu Wybrzeża”, „Dziennika Łódzkiego” i „Głosu Robotniczego”. Od 1967 do 1972 był redaktorem naczelnym „Trybuny Ludu”, a od 1972 do śmierci prezesem Robotniczej Spółdzielnia Wydawnicza „Prasa-Książka-Ruch”. Ponadto w okresie 1964–1974 pełnił funkcję prezesa Stowarzyszenia Dziennikarzy Polskich.
W latach 1968–1975 zasiadał w Komitecie Centralnym PZPR, a następnie, do końca życia, w Centralnej Komisji Rewizyjnej partii. W 1965, 1969 i 1972 uzyskiwał mandat posła na Sejm PRL (pierwotnie w okręgu Sieradz, potem dwukrotnie w okręgu Szczecinek). Przez trzy kadencje zasiadał w Komisji Spraw Zagranicznych oraz w Komisji Kultury i Sztuki, której w trakcie VI kadencji był zastępcą przewodniczącego.
Był ojcem sędzi Małgorzaty Mojkowskiej.
Pochowany 16 sierpnia 1978 w Alei Zasłużonych na Cmentarzu Wojskowym na Powązkach (kwatera B4-tuje-7). W imieniu ówczesnych władz w uroczystościach udział wzięli m.in. sekretarze Komitetu Centralnego PZPR Jerzy Łukaszewicz i Ryszard Frelek. Obecni byli przedstawiciele prasy, radia i telewizji, wydawnictw i instytucji prasowych z całego kraju. W imieniu KC PZPR przemówienie wygłosił przewodniczący Centralnej Komisji Rewizyjnej PZPR Arkadiusz Łaszewicz, a w imieniu środowiska dziennikarskiego redaktor naczelny „Trybuny Ludu” Józef Barecki.

## Odznaczenia
- Order Sztandaru Pracy I klasy
- Krzyż Komandorski Orderu Odrodzenia Polski
- Krzyż Kawalerski Orderu Odrodzenia Polski
- Złoty Krzyż Zasługi (dwukrotnie)
- Medal 10-lecia Polski Ludowej (1955)[4]
- Złoty Medal „Za zasługi dla obronności kraju” (1973)[5]
- Odznaka 1000-lecia Państwa Polskiego (1966)[6]
- Złota Odznaka Honorowa Towarzystwa Przyjaźni Polsko-Radzieckiej (1968)[7]
- Odznaka „Za zasługi dla rozwoju prasy polskiej i Stowarzyszenia Dziennikarzy Polskich” (1974)[8]
- Honorowy Medal 50-lecia Mongolskiej Rewolucji Ludowej (Mongolia, 1971)[9]